# サンライフ (大分県)
株式会社サンライフは、大分県大分市及び速見郡日出町で食品スーパーマーケットを展開するチェーンストア。「イズミ」のグループ会社である。

## 概要
1964年（昭和39年）1月に新産業都市に指定され、大分臨海工業地帯の開発によって人口が急増した大分市では、昭和40年代に郊外で住宅団地の造成が盛んに行われた。当社は、そのような住宅団地のひとつである敷戸団地内に、1970年（昭和45年）4月に開店した敷戸ショッピングセンターを前身とする。
1976年（昭和51年）3月には、2号店となる羽屋店を開店し、同時に社名を株式会社サンライフに改めた。サンライフは、太陽を意味する「Sun」と生活を意味する「Life」の合成語。その後も、大分市郊外に出店を進め、1989年（平成元年）には6店舗を有していた。
1997年（平成9年）以降は、500坪クラスの大型店舗を出店するとともに、旧来の店舗を閉店して店舗の更新を進めている。これらの新店舗では、果物や野菜の名が店名とされ、店舗にもそのロゴが大きく掲げられる。
従来からの地名を店舗名とした旧業態の店舗は2012年（平成24年）9月30日の敷戸店閉店をもって消滅しており、現在営業している店舗は大分市3店舗、日出町1店舗の4店舗である。このうち、2012年（平成24年）11月に開店したMelon店は、市街地にあって充分な駐車場の確保が難しいため、隣接するレンブラントホテル大分と駐車場を共用している。
なお、当社は、長崎県雲仙市でスーパーマーケットを展開するサンライフ株式会社とは無関係である。
2024年1月、「イズミ」の子会社となることが発表された。

## 沿革
- 1969年（昭和44年）9月 - 株式会社敷戸ショッピングセンターとして設立。
- 1970年（昭和45年）4月 - 1号店となる敷戸ショッピングセンターが仮設店舗で開店。
- 1973年（昭和48年）3月 - 敷戸ショッピングセンターの本店舗が開店。
- 1976年（昭和51年）3月 - 2号店となる羽屋店開店。同時に商号を株式会社サンライフに変更。
- 1978年（昭和53年）1月 - 稙田店開店。
- 1981年（昭和56年）4月 - 津留店開店。
- 1983年（昭和58年）11月 - 古国府店開店。
- 1989年（平成元年）4月 - 田室店開店。
- 1997年（平成9年）
  - 2月 - 羽屋店閉店。
  - 3月 - 大分市古国府にAppLe開店。
  - 9月 - 古国府店閉店。
- 2000年（平成12年）
  - 3月 - 津留店閉店。
  - 10月 - 速見郡日出町平早水にORANGe開店。
- 2003年（平成15年）
  - 4月 - 田室店閉店。
  - 5月 - オークスわさだ寿屋ショッピングセンター跡（現メガセンタートライアルわさだ店）にCarrot開店。
- 2006年（平成18年）
  - 2月 - 稙田店閉店。
  - 3月 - 大分市大字田尻にtomato開店。
- 2008年（平成20年）4月 - Carrot閉店。
- 2012年（平成24年）
  - 9月30日 - 敷戸店閉店。
  - 11月27日 - 大分市田室町にMelon開店[3]。
- 2024年(令和6年)
- 1月9日 - イズミの子会社となる[4]。

## 店舗
- AppLe店 - 大分市古国府
- tomato店 - 大分市大字田尻
- Melon店 - 大分市田室町
- ORANGe店 - 速見郡日出町平早水

過去に存在した店舗については前述の沿革を参照。